# Poecilimon pindos
Poecilimon pindos är en insektsart som beskrevs av Willemse, F.M.H. 1982. Poecilimon pindos ingår i släktet Poecilimon och familjen vårtbitare. Inga underarter finns listade i Catalogue of Life.